# Chocó (plemię)

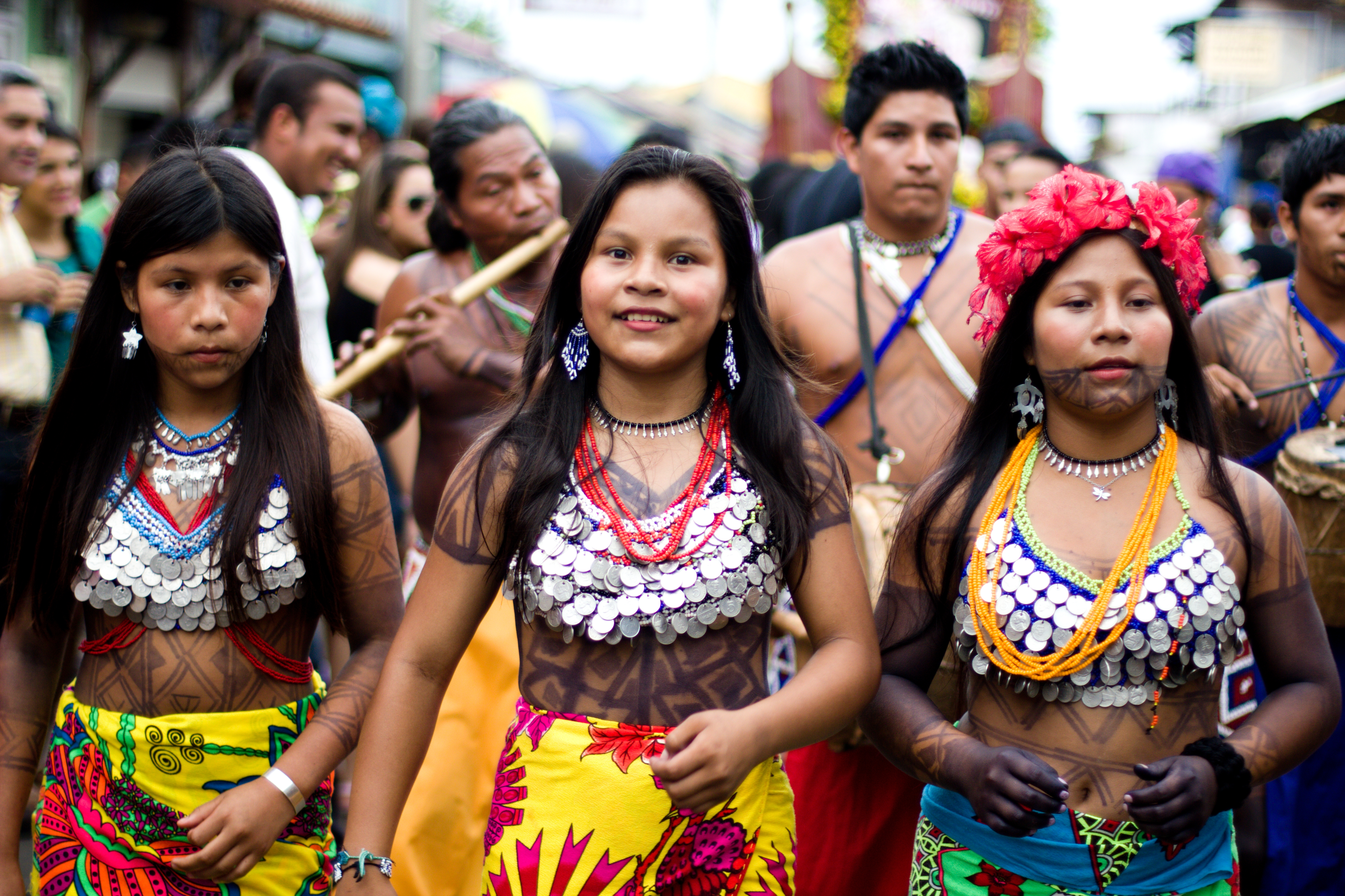
Kobiety Embera

Chocó – zbiorcza nazwa kilku grup Indian zamieszkujących południowo-wschodnią część panamskiej prowincji Darién oraz przygraniczne tereny Kolumbii.
Liczebność Chocó szacowana jest na około 45 tysięcy. Dzielą się na trzy zasadnicze grupy: Waunana, Embera i Catío. Posługują się językiem hiszpańskim oraz własnymi językami należącymi do rodziny choco. Chocó prowadzą gospodarkę wypaleniskową, uprawiając banany, maniok, trzcinę cukrową i kukurydzę. 